# キケンな誘拐
『キケンな誘拐』（キケンなゆうかい、Soodhu Kavvum）は、2013年のインドのタミル語ブラック・コメディ犯罪映画。ナラン・クマラサーミの監督デビュー作であり、ヴィジャイ・セードゥパティ、ボビー・シンハー、アショーク・セルヴァン、ラメーシュ・ティラク、カルナーカラン、サンチター・シェッティが出演している。
2013年5月1日に公開された。批評家から高い評価を受け、興行的にも成功を収めている。2014年にはチューリヒ映画祭で上映され、日本では2017年に「インディアン・シネマ・ウィーク2017」で公開された。リメイク作品として2015年にテルグ語映画の『Gaddam Gang』、2017年にはパキスタン映画の『Chupan Chupai』がそれぞれ公開されている。

## ストーリー
無職のパガラヴァンは最近仕事をクビになった友人ケーサヴァン、セーカルと酒場に行き、そこでイマジナリー・ガールフレンドのシャールと語らう不審な男ダースと出会う。ダースは誘拐業を営む犯罪者で、仕事に興味を持ったパガラヴァンとセーカルは彼の助手となった。彼は5つのルール（「有名人とその子供は狙わない」「脅し文句で"殺す"は使わない」「身代金はほどほどの金額にする」「武器は使用しない」「失敗したらすぐ逃げる」）を設定し、大事にならないように地道に誘拐業をこなしていく。一方、勧誘を断り就職活動に専念していたケーサヴァンも、前職のトラブルが原因で採用されないことを知り、渋々ダースたちに合流する。
ある日。ダースたちはいつも通りに子供を誘拐して身代金を手に入れるが、父親のカルナンの接触を受ける。カルナンはニャーノーダヤム大臣によって兄が贈賄容疑で逮捕された腹いせに、大臣の息子アルマイを誘拐して欲しいとダースに依頼する。ダースはルールに反することを理由に断ろうとするが、2000万ルピーの報酬を提示されたケーサヴァンたちは乗り気になり、シャールからの後押しを受けたこともあり依頼を引き受けることになる。ダースたちは早速アルマイの誘拐に取り掛かるが、目の前で別の集団にアルマイを誘拐されてしまう。犯人グループのアジトからアルマイを連れ出したダースたちは、この誘拐が父親から身代金を手に入れるためにアルマイが仕組んだ狂言誘拐だったことを知る。アルマイはダースたちと身代金を山分けすることを提案して彼らと狂言誘拐を続けることに決めるが、ニャーノーダヤム大臣は身代金の支払いを拒否してしまう。アルマイは母親の不安を煽って騒動を大きくし、「薄情な父親」のレッテルを張られたニャーノーダヤムは州首相から「政権のイメージダウンになる」と叱責され、党の資金から身代金を用意してダースたちに支払わさせる。
身代金を手に入れたダースたちだったが、身代金の配分を巡って口論になり、ハンドル操作を誤り車ごと橋から転落する。アルマイは身代金を奪って自宅に戻り、ダースはシャールが死んだことに嘆き悲しむ。一方、ニャーノーダヤム大臣は犯人を捕まえるため、容疑者への虐待行為や殺害で停職中だったブランマ警部を呼び戻して捜査を一任し、身の危険を察知したダースは、ヤクザで映画監督をしている兄に助けを求める。ブランマ警部は麻薬の売人やダースの兄の部下たちを締め上げて情報を集め、カルナンからも情報を提供される。ダースは再びアルマイを誘拐し、「自分たちのことを警察に話さないように」と約束させ、彼を解放する。ブランマ警部はあるまいが狂言誘拐の実行犯であることを突き止め、誘拐犯の情報を聞き出そうと脅迫する。一方、ダースはアルマイが狂言誘拐を自白する姿を録画し、そのテープをダビングして警察に送り付けようとするが、途中でテープが破損してしまい、ダースたちは警察に自首する。ダースは報道陣の前で「ブランマ警部が口封じで自分たちを殺す可能性がある」と発言し、世論を背景に自分たちの身を守ろうとする。
ダースたちの裁判が始まるが、証人として裁判に出廷したアルマイが「ダースたちは犯人ではない」と嘘の証言をしたため、彼らは無罪となり釈放される。しかし、釈放されたことで身を守る術を失ったダースたちは、ブランマ警部によって郊外の廃屋に連れ出されて暴行を受け、殺されそうになる。ブランマ警部はチンピラから押収した拳銃でダースたちを殺そうとするが、拳銃の暴発で負傷したため、部下たちに連れられてその場を立ち去り、ダースたちは駆け付けた彼の兄に助け出される。一方、狂言誘拐の事実を知ったニャーノーダヤム大臣はアルマイから取り上げた身代金を州首相に返却するが、アルマイは事前にバッグの中身をすり替えており、彼はダースたちのもとに向かい、彼らに分け前を渡す。
連れ戻されたアルマイは州首相と面会し、父親を騙して身代金を手に入れた実力を買われ、父親の代わりに選挙に出馬するように要請される。州首相は清廉潔白を売りにしたことで党に利益を集められなかったニャーノーダヤム大臣にウンザリしており、アルマイに対して30億ルピーの利益を党にもたらすように指示する。その後、議員に当選したアルマイは大臣に就任し、私設顧問になったケーサヴァン、セーカルと共に資金集めに奔走し、パガラヴァンはダースの兄の下で俳優として活動を始める。3人と別れたダースは新しく仲間に引き入れた若者たちと共に誘拐業に戻り、シャールそっくりの女性を見つけて誘拐する。しかし、その女性はグプタ大臣の娘シャリニだったことが判明し、大事件に発展する。

## キャスト
- ダース - ヴィジャイ・セードゥパティ
- パガラヴァン - ボビー・シンハー
- ケーサヴァン - アショーク・セルヴァン（英語版）
- セーカル - ラメーシュ・ティラク（英語版）
- アルマイ・プラガサム - カルナーカラン（英語版）
- シャール、シャリニ・グプタ - サンチター・シェッティ（英語版）
- ニャーノーダヤム大臣 - M・S・バースカル（英語版）
- K・ブランマ警部 - ヨーグ・ジェイピー（英語版）
- タミル・ナードゥ州首相 - ラーダー・ラヴィ（英語版）
- 麻薬の売人 - ムニーシュカーント（英語版）
- ダースの兄 - アルールダース（英語版）
- ケーサヴァンの同僚 - アンジャーリー・ラーオ（英語版）
- ジャガーの所有者 - カールティク・スッバラージ（英語版）
- ダースの兄の部下 - ヨーギ・バーブ
- カンナン - シヴァクマール
- アルマイの母 - ラーダー
- カンナンの息子 - ノーブル・K・ジェームズ[12]
- 「Kaasu Panam」シーン登場 - ガーナ・バーラー（英語版）、アントニー・ダーサン（英語版）

## サウンドトラック
サウンドトラックと映画音楽の作曲はサントーシュ・ナーラーヤナンが手掛け、オーディオ権はティンク・ミュージックが取得した。収録曲のうち「Sudden Delight」の作詞はヒップポップ・タミラのアディが手掛け、このほかの楽曲の作詞にはガネーシュ・クマール・B、ムタミル、ナラン・クマラサーミ、ガーナ・バーラーが参加している。2013年3月27日にチェンナイのサティヤム・シネマズでアルバムのリリース・イベントが行われ、ゲストとしてヴァイバヴ・レッディ、カールティク・スッバラージ、ナンディタ・スウェタ、K・S・シュリーニヴァーサン、ラヴィンダル・チャンドラセーカランなどキャスト・スタッフと共に招待された。
アルバムは好意的な評価を得ており、『Behindwoods』は2.5/5の星を与えて「ビッグ・アイディア、グッド・リターン」、『Indiaglitz』は2.75/5の星を与えて「サントーシュ・ナーラーヤナンにとって最高のアルバム」とそれぞれ評している。また、『Top10 Cinema』は「全体的に、このアルバムには新しいジャンルの音楽がいくつも取り入れられており、この点においてサントーシュ・ナーラーヤナンは特別な賞賛に値する。前作の『ピザ 死霊館へのデリバリー』と同様、その音楽の美しさを映像が彩ってくれている。このアルバムを購入する価値は「Come Na Come」と「Sudden Delight」が保証してくれる」と批評している。
| #         | タイトル                    | 作詞                    | 作曲・編曲 | 歌手                                   | 時間 |
| --------- | --------------------------- | ----------------------- | ---------- | -------------------------------------- | ---- |
| 1.        | 「Come Na Come」            | ガネーシュ・クマール・B |            | ガネーシュ・クマール・B、チンナ        | 3:55 |
| 2.        | 「Mama Douser」             | ナラン・クマラサーミ    |            | アンドリヤー・ジェレマイヤー           | 3:20 |
| 3.        | 「Ellam Kadanthu Pogumada」 | Rr                      |            | コーヴァイ・ジャリール                 | 2:41 |
| 4.        | 「Sudden Delight」          | アディ                  |            | ロブ・マス                             | 2:37 |
| 5.        | 「Sa Ga」                   | ムタミル                |            | ディヴィヤ・ラーマーニ                 | 1:43 |
| 6.        | 「Kaasu Panam」             | ガーナ・バーラー        |            | ガーナ・バーラー、アントニー・ダーサン | 2:27 |
| 合計時間: | 合計時間:                   | 合計時間:               | 合計時間:  | 16:43                                  |      |

## 評価

### 興行収入
チェンナイでは公開週末に115万ルピーの興行収入を記録し、アメリカ合衆国では157万ルピー（約2万ドル）の興行収入を記録している。タミル・ナードゥ州では公開2週間で5200万ルピーの興行収入を記録し、最終的な興行収入は3億5000万ルピーとなっている。

### 批評
『ザ・ヒンドゥー』のバラドワジ・ランガンは「ナラン・クマラサーミの『キケンな誘拐』は、映画を純粋に楽しむための映画製作の可能性を明示している。計算された瞬間や、どの観客層を満足させようかという狙いが一つも存在しない。すべてが有機的であり、風変わりな物語に基づいた事柄が素晴らしい脚本から生み出されている」と批評しており、Rediff.comのS・サーラスワティは3.5/5の星を与えて「『キケンな誘拐』は独創的なキャラクターと面白いシチュエーションが魅力的な映画である」と批評している。『ザ・タイムズ・オブ・インディア』のN・ヴェンカテーシュワランは4/5の星を与えて「ナラン・クマラサーミは、この爆笑必至のデビュー作をもって、注目するべき映画監督の地位を確立した。ダーク・コメディを作り出すには並々ならぬ労力が必要だが、ナランは最初の挑戦で的を射抜いたのだ。彼の脚本は歯切れがよく、台詞は地に足がついて面白く、キャラクターも実によく作り込まれており、退屈する瞬間がない」と批評している。Sifyは「『キケンな誘拐』は、スマートな脚本と完璧なキャラクター描写で大きな成功を収めた。『キケンな誘拐』の最終的な評価は、野心にあふれた素晴らしい映画というものだ。この映画は、コリウッドの長い長い歴の中から生み出された最高の映画の一つである」、『Cinemalead』は「『キケンな誘拐』は間違いなくタミル語映画における新しい挑戦だ」とそれぞれ批評している。
『ニュー・インディアン・エクスプレス』のマリニ・マンナートは「魅力的な脚本、巧みなストーリー、作り込まれたキャラクター、予想外の瞬間に生まれる捻りとユーモアが『キケンな誘拐』を風変わりで陽気な楽しい映画にしている」と批評している。『Behindwoods』は3/5の星を与えて「『キケンな誘拐』の得点ポイントは間違いなくキャラクター描写であり、ナラン・クマラサーミはメインキャラクターたちにユニークなバックストーリーを用意し、さらに重要なのは、これらがキャラクターたちの現在の状況に影響を与えているという点だ」と批評し、In.comのヴィヴェーク・ラムズは3.5/5の星を与えて「『キケンな誘拐』は爆笑必至の映画だ」と批評している。スディーシュ・カマトは『キケンな誘拐』を2013年のタミル語映画トップ5に選出し、「この映画は、予測不可能な状況をウィットに満ちたダークなユーモアと風刺で表現し、笑いに満ちた作品だ。『Nalaya Iyakkunar』シーズン1で成功を収めたナラン・クマラサーミは、古臭い常識を覆す能力を持ち、現代において最もエキサイティングな映画監督の一人である」と批評している。また、インド＝アジアン・ニュース・サービスは『キケンな誘拐』を「今年最も面白い映画」として2013年の南インド映画ベスト10に選出し、このほかにsifyとRediff.comも『キケンな誘拐』を年間ベスト映画に選出している。

### 受賞・ノミネート
| 映画賞                       | 授賞式           | 部門                       | 対象                                             | 結果       | 出典          |
| ---------------------------- | ---------------- | -------------------------- | ------------------------------------------------ | ---------- | ------------- |
| アーナンダ・ヴィカタン映画賞 | 2014年1月8日     | 脚本賞                     | ナラン・クマラサーミ                             | 受賞       | [ 34 ]        |
| アーナンダ・ヴィカタン映画賞 | 2014年1月8日     | 新人監督賞                 | ナラン・クマラサーミ                             | 受賞       | [ 34 ]        |
| 第8回ヴィジャイ・アワード    | 2014年7月5日     | 作品賞                     | 『キケンな誘拐』                                 | ノミネート | [ 35 ]        |
| 第8回ヴィジャイ・アワード    | 2014年7月5日     | 主演男優賞                 | ヴィジャイ・セードゥパティ                       | ノミネート | [ 35 ]        |
| 第8回ヴィジャイ・アワード    | 2014年7月5日     | 助演男優賞                 | カルナーカラン                                   | ノミネート | [ 35 ]        |
| 第8回ヴィジャイ・アワード    | 2014年7月5日     | 悪役賞                     | ヨーグ・ジャペー                                 | ノミネート | [ 35 ]        |
| 第8回ヴィジャイ・アワード    | 2014年7月5日     | 音楽監督賞                 | サントーシュ・ナーラーヤナン                     | ノミネート | [ 35 ]        |
| 第8回ヴィジャイ・アワード    | 2014年7月5日     | 編集賞                     | レオ・ジョン・ポール                             | ノミネート | [ 35 ]        |
| 第8回ヴィジャイ・アワード    | 2014年7月5日     | 女性プレイバックシンガー賞 | - アンドリヤー・ジェレマイヤー - 「Mama Douser」 | ノミネート | [ 35 ]        |
| 第8回ヴィジャイ・アワード    | 2014年7月5日     | 脚本賞                     | ナラン・クマラサーミ                             | 受賞       | [ 35 ]        |
| 第8回ヴィジャイ・アワード    | 2014年7月5日     | 作曲賞                     | サントーシュ・ナーラーヤナン                     | 受賞       | [ 35 ]        |
| 第8回ヴィジャイ・アワード    | 2014年7月5日     | 台詞賞                     | ナラン・クマラサーミ                             | ノミネート | [ 35 ]        |
| 第8回ヴィジャイ・アワード    | 2014年7月5日     | 振付賞                     | - シェリフ - 「Kasu Panam」                      | ノミネート | [ 35 ]        |
| 第8回ヴィジャイ・アワード    | 2014年7月5日     | 新人監督賞                 | ナラン・クマラサーミ                             | ノミネート | [ 35 ]        |
| 第8回ヴィジャイ・アワード    | 2014年7月5日     | フェイバリット歌曲賞       | 「Kaasu Panam」                                  | ノミネート | [ 35 ]        |
| 第8回ヴィジャイ・アワード    | 2014年7月5日     | 審査員特別賞               | 『キケンな誘拐』                                 | 受賞       | [ 35 ]        |
| 第8回ヴィジャイ・アワード    | 2014年7月5日     | 審査員特別賞               | ヴィジャイ・セードゥパティ                       | 受賞       | [ 35 ]        |
| 第3回南インド国際映画賞      | 2014年9月12-13日 | 作品賞                     | 『キケンな誘拐』                                 | 受賞       | [ 36 ] [ 37 ] |
| 第3回南インド国際映画賞      | 2014年9月12-13日 | 助演男優賞                 | ボビー・シンハー                                 | ノミネート | [ 36 ] [ 37 ] |
| 第3回南インド国際映画賞      | 2014年9月12-13日 | 音楽監督賞                 | サントーシュ・ナーラーヤナン                     | ノミネート | [ 36 ] [ 37 ] |
| 第3回南インド国際映画賞      | 2014年9月12-13日 | 作詞家賞                   | - ガーナ・バーラー - 「Kaasu Panam」             | ノミネート | [ 36 ] [ 37 ] |

## リメイク
2013年7月にPVPシネマがリメイク権を取得し、『Gaddam Gang』が製作された。カンナダ語のリメイク権はロックライン・ヴェンカテーシュが取得し、ヒンディー語のリメイク権はローヒト・シェッティが取得している。2017年にはパキスタンでリメイク作品『Chupan Chupai』が公開された。

## 続編構想
プロデューサーのC・V・クマールは『キケンな誘拐』の続編を企画していることを明かしている。